# Afsnit af Duckman
Duckman er en amerikansk tegnefilmserie for voksne, der blev skabt og produceret af Everett Peck. Serien består af 70 afsnit fordelt på 4 sæsoner, der blev sendt fra 5. marts 1994 til 6. september 1997 på USA Network.

## Serieoversigt
| Sæson | Sæson | Afsnit | Oprindelig sendt | Oprindelig sendt  |
| Sæson | Sæson | Afsnit | Start            | Slut              |
| ----- | ----- | ------ | ---------------- | ----------------- |
|       | 1     | 13     | 5. marts 1994    | 11. juni 1994     |
|       | 2     | 9      | 11. marts 1995   | 8. maj 1995       |
|       | 3     | 20     | 6. januar 1996   | 6. juli 1996      |
|       | 4     | 28     | 4. januar 1997   | 6. september 1997 |

## Afsnit

### Sæson 1 (1994)
| Nr. i serien | Nr. i sæson | Titel                             | Instruktør                                               | Forfatter                                         | Første sendedag | Produktionskode |
| ------------ | ----------- | --------------------------------- | -------------------------------------------------------- | ------------------------------------------------- | --------------- | --------------- |
| 1            | 1           | "I, Duckman"                      | Marv Newland, Robin Steele, Drew Takahashi & Andy Knight | Jeff Reno & Ron Osborn                            | 5. marts 1994   | 4000            |
| 2            | 2           | "T.V. or Not to Be"               | Raymie Muzquiz                                           | Bernie Keating                                    | 12. marts 1994  | 4001            |
| 3            | 3           | "Gripes of Wrath"                 | Norton Virgien                                           | Michael Markowitz                                 | 19. marts 1994  | 4003            |
| 4            | 4           | "Psyche"                          | Paul Demeyer                                             | Jeffrey Astrof & Mike Sikowitz                    | 26. marts 1994  | 4004            |
| 5            | 5           | "Gland of Opportunity"            | John Eng                                                 | Ron Lux & Eugene Stein                            | 9. april 1994   | 4005            |
| 6            | 6           | "Ride the High School"            | Raymie Muzquiz                                           | Michael Markowitz                                 | 16. april 1994  | 4006            |
| 7            | 7           | "A Civil War"                     | Norton Virgirn                                           | Bob Kushell                                       | 23. april 1994  | 4007            |
| 8            | 8           | "Not So Easy Riders"              | Paul Demeyer                                             | Joe Ansolabehere & Steve Viksten                  | 30. april 1994  | 4008            |
| 9            | 9           | "It's the Thing of the Principal" | Igor Kovalyov                                            | Ron Lux efter historie af Ron Lux & Eugene Stein  | 7. maj 1994     | 4009            |
| 10           | 10          | "Cellar Beware"                   | Norton Virgien                                           | Ladd Graham                                       | 21. maj 1994    | 4010            |
| 11           | 11          | "American Dicks"                  | John Eng                                                 | Jeffrey Astrof & Mike Sikowitz                    | 28. maj 1994    | 4010            |
| 12           | 12          | "About Face"                      | Raymie Muzquiz                                           | Jim Pond & Bill Fuller                            | 4. juni 1994    | 4012            |
| 13           | 13          | "Joking the Chicken"              | Jeff McGrath                                             | Jeffrey Astrof, Mike Sikowitz & Michael Markowitz | 11. juni 1994   | 4013            |

### Sæson 2 (1995)
| Nr. i serien | Nr. i sæson | Titel                                     | Instruktør     | Forfatter                                                   | Oprindelig sendedato | Produktionskode |
| ------------ | ----------- | ----------------------------------------- | -------------- | ----------------------------------------------------------- | -------------------- | --------------- |
| 14           | 1           | "Papa Oom M.O.W. M.O.W."                  | Norton Virgien | Michael Markowitz                                           | 11. marts 1995       | 4215            |
| 15           | 2           | "Married Alive"                           | Raymie Muzquiz | Bernie Keating                                              | 18. marts 1995       | 4214            |
| 16           | 3           | "Days of Whining and Neurosis"            | John Eng       | Gary Glasberg                                               | 25. marts 1995       | 4216            |
| 17           | 4           | "Inherit the Judgement: The Dope's Trial" | Jeff McGrath   | Michael Markowitz                                           | 3. april 1995        | 4217            |
| 18           | 5           | "America the Beautiful"                   | Paul Demeyer   | Bill Canterbury & Gene Laufenberg                           | 10. april 1995       | 4218            |
| 19           | 6           | "The Germ Turns"                          | Bob Hatchcock  | Jim Pond & Bill Fuller                                      | 17. april 1995       | 4219            |
| 20           | 7           | "In the Nam of the Father"                | Norton Virgien | Jeff Astrof & Mike Sikowitz                                 | 24. april 1995       | 4220            |
| 21           | 8           | "Research and Destroy"                    | John Eng       | Jay Moriarty efter historie af Jeff Astrof og Mike Sikowitz | 1. maj 1995          | 4221            |
| 22           | 9           | "Clip Job"                                | Jeff McGrath   | David Misch                                                 | 8. maj 1995          | 4222            |

### Sæson 3 (1996)
| Nr. i serien | Nr. i sæson | Titel                                                            | Instruktør                    | Forfatter                                                         | Oprindelig sendedato | Produktionskode |
| ------------ | ----------- | ---------------------------------------------------------------- | ----------------------------- | ----------------------------------------------------------------- | -------------------- | --------------- |
| 23           | 1           | "Noir Gang"                                                      | Raymie Muzquiz                | Eva Almos & Ed Scharlach                                          | 6. januar 1996       | 4224            |
| 24           | 2           | "Forbidden Fruit"                                                | Paul Demeyer                  | Jeff Astrof & Mike Sikowitz                                       | 13. januar 1996      | 4223            |
| 25           | 3           | "Grandma-ma's Flatulent Adventure"                               | Norton Virgien                | Bill Canterbury & Gene Laufenberg                                 | 20. januar 1996      | 4225            |
| 26           | 4           | "Color of Naught"                                                | John Eng                      | Michael Markowitz                                                 | 27. januar 1996      | 4226            |
| 27           | 5           | "Sperms of Endearment"                                           | Jeff McGrath                  | Bill Canterbury & Gene Laufenberg                                 | 10. februar 1996     | 4327            |
| 28           | 6           | "A Room with a Bellevue"                                         | Peter Avanzino                | Joshua Sternin & Jeffrey Ventimilia                               | 17. februar 1996     | 4328            |
| 29           | 7           | "Apocalypse Not"                                                 | Raymie Muzquiz                | Bill Canterbury, Gene Laufenberg, Michael Markowitz & David Misch | 24. februar 1996     | 4329            |
| 30           | 8           | "Clear and Presidente Danger"                                    | John Eng                      | Doug Chamberlin & Chris Webb                                      | 2. marts 1996        | 4330            |
| 31           | 9           | "The Girls of Route Canal"                                       | Donovan Cook & Raymie Muzquiz | Brian Kahn                                                        | 9. marts 1996        | 4331            |
| 32           | 10          | "The Mallardian Candidate"                                       | Peter Shin                    | David Misch                                                       | 16. marts 1996       | 4332            |
| 33           | 11          | "Pig Amok"                                                       | Jeff McGrath                  | Spencer Green                                                     | 6. april 1996        | 4333            |
| 34           | 12          | "The Once and Future Duck"                                       | Peter Avanzino                | Dean Batali & Rob Des Hotel                                       | 13. april 1996       | 4334            |
| 35           | 13          | "The One with Lisa Kudrow in a Small Role" "Planet of the Dopes" | Raymie Muzquiz                | Monica Piper                                                      | 20. april 1996       | 4335            |
| 36           | 14          | "Aged Heat"                                                      | John Eng                      | Bill Canterbury & Gene Laufenberg                                 | 27. april 1996       | 4336            |
| 37           | 15          | "They Craved Duckman's Brain!"                                   | Donovan Cook                  | Michael Markowitz                                                 | 4. maj 1996          | 4337            |
| 38           | 16          | "The Road to Dendron"                                            | Peter Shin                    | Bill Canterbury, Gene Laufenberg, Michael Markowitz & David Misch | 11. maj 1996         | 4338            |
| 39           | 17          | "Exile in Guyville"                                              | Jeff McGrath                  | Ellen L. Fogle                                                    | 25. maj 1996         | 4339            |
| 40           | 18          | "The Longest Weekend"                                            | Raymie Muzquiz                | David Misch                                                       | 22. juni 1996        | 4341            |
| 41           | 19          | "The Amazing Colossal Duckman"                                   | John Eng                      | Bill Canterbury                                                   | 29. juni 1996        | 4342            |
| 42           | 20          | "Cock Tales for Four"                                            | Donovan Cook & Bob Hathcock   | Doug Chamberlin & Chris Webb                                      | 6. juli 1996         | 4343            |

### Sæson 4 (1997)
| Nr. i serien | Nr. i sæson | Titel                                                  | Instruktør                  | Forfatter                                               | Oprindelig sendedato | Produktionskode |
| ------------ | ----------- | ------------------------------------------------------ | --------------------------- | ------------------------------------------------------- | -------------------- | --------------- |
| 43           | 1           | "Dammit, Hollywood"                                    | Peter Shin                  | Michael Markowitz & Jeff Reno                           | 4. januar 1997       | 4449            |
| 44           | 2           | "Coolio Runnings"                                      | Jeff McGrath                | Bill Canterbury, Gene Laufenberg & David Misch          | 11. januar 1997      | 4446            |
| 45           | 3           | "Aged Heat 2: Women in Heat"                           | Peter Avanzino              | Eva Almos & Ed Scharlach                                | 18. januar 1997      | 4440            |
| 46           | 4           | "All About Elliott"                                    | Peter Shin                  | Gene Laufenberg                                         | 25. januar 1997      | 4445            |
| 47           | 5           | "From Brad to Worse"                                   | Peter Avanzino              | Michael Markowitz                                       | 1. februar 1997      | 4447            |
| 48           | 6           | "Bonfire of the Panties"                               | Anthony Bell                | Michael Markowitz                                       | 8. februar 1997      | 4448            |
| 49           | 7           | "Role With It"                                         | Anthony Bell                | Michael Markowitz                                       | 15. februar 1997     | 4450            |
| 50           | 8           | "Ajax and Ajaxer"                                      | Peter Avanzino              | Bill Canterbury                                         | 22. februar 1997     | 4451            |
| 51           | 9           | "With Friends Like These"                              | Steve Loter                 | Gene Laufenberg                                         | 1. marts 1997        | 4452            |
| 52           | 10          | "A Trophied Duck"                                      | Jeff McGrath                | Bill Canterbury                                         | 8. marts 1997        | 4453            |
| 53           | 11          | "A Star is Abhorred"                                   | Jaime Diaz                  | Gene Laufenberg                                         | 15. marts 1997       | 4454            |
| 54           | 12          | "Bev Takes a Holiday"                                  | Stig Bergquist & Toni Vian  | Gene Laufenberg, Michael Markowitz & David Misch        | 22. marts 1997       | 4455            |
| 55           | 13          | "Love! Anger! Kvetching!" "Ain't Gonna Be No Mo No Mo" | Anthony Bell                | Michael Markowitz                                       | 12. april 1997       | 4456            |
| 56           | 14          | "Duckman and Cornfed in 'Haunted Society Plumbers'"    | Peter Avanzino              | Gene Laufenberg, Michael Markowitz & David Misch        | 19. april 1997       | 4457            |
| 57           | 15          | "Ebony, Baby"                                          | Steve Loter                 | Gene Grillo                                             | 26. april 1997       | 4458            |
| 58           | 16          | "Vuuck, as in Duck"                                    | Jeff McGrath                | Brett Baer & David Finkel                               | 3. maj 1997          | 4460            |
| 59           | 17          | "Crime, Punishment, War, Peace, and the Idiot"         | Jaime Diaz                  | Howard Margulies                                        | 10. maj 1997         | 4459            |
| 60           | 18          | "Kidney, Popsicle, and Nuts"                           | Stig Bergquist              | David Silverman & Steve Sustarsic                       | 24. maj 1997         | 4461            |
| 61           | 19          | "The Tami Show"                                        | Anthony Bell                | Eva Almos & Ed Scharlach                                | 14. juni 1997        | 4462            |
| 62           | 20          | "My Feral Lady"                                        | Peter Avanzino              | Dan Gerson efter historie af Dan Gerson & Reid Harrison | 21. juni 1997        | 4463            |
| 63           | 21          | "Westward, No!"                                        | Steve Loter                 | Jed Spingarn                                            | 28. juni 1997        | 4464            |
| 64           | 22          | "Short, Plush and Deadly"                              | Jeff McGrath & Steve Ressel | Lisa Latham                                             | 12. juli 1997        | 4465            |
| 65           | 23          | "How to Suck in Business Without Really Trying"        | Jaime Diaz                  | Ellis Weiner                                            | 19. juli 1997        | 4466            |
| 66           | 24          | "You've Come a Wrong Way, Baby"                        | Stig bergqvist              | Gene Laufenberg & Howard Margulies                      | 26. juli 1997        | 4467            |
| 67           | 25          | "Hamlet 2: This Time It's Personal"                    | Anthony Bell                | David Misch                                             | 2. august 1997       | 4468            |
| 68           | 26          | "Das Sub" "Class Warfare"                              | Peter Avanzino              | Gene Grillo & Michael Markowitz                         | 16. august 1997      | 4469            |
| 69           | 27          | "Where No Duckman Has Gone Before"                     | Steve Loter                 | Gene Laufenberg                                         | 23. august 1997      | 4470            |
| 70           | 28          | "Four Weddings Inconceivable"                          | Steve Ressel                | Michael Markowitz                                       | 6. september 1997    | 4471            |